# Mistrzostwa Europy w Lekkoatletyce 1986 – bieg na 100 m przez płotki kobiet

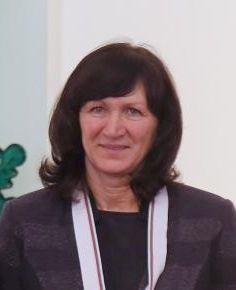
Jordanka Donkowa

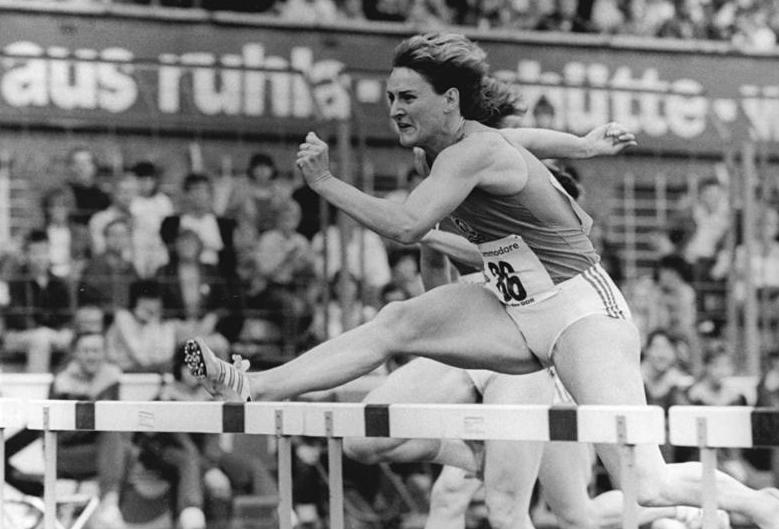
Cornelia Oschkenat

Bieg na dystansie 100 metrów przez płotki kobiet był jedną z konkurencji rozgrywanych podczas XIV mistrzostw Europy w Stuttgarcie. Biegi eliminacyjne zostały rozegrane 27 sierpnia, biegi półfinałowe 28 sierpnia, a bieg finałowy 29 sierpnia 1986 roku. Zwyciężczynią tej konkurencji została reprezentantka Bułgarii Jordanka Donkowa. W rywalizacji wzięło udział dwadzieścia jeden zawodniczek z dwunastu reprezentacji.

## Rekordy
| Rekord świata     | Jordanka Donkowa (BGR) | 12,35 | Kolonia, RFN  | 17.08.1986 |
| Rekord Europy     | Jordanka Donkowa (BGR) | 12,35 | Kolonia, RFN  | 17.08.1986 |
| Rekord mistrzostw | Lucyna Kałek (POL)     | 12,45 | Ateny, Grecja | 08.09.1982 |

## Wyniki

### Eliminacje
Rozegrano trzy biegi eliminacyjne. Do półfinałów awansowały po cztery najlepsze zawodniczki każdego biegu eliminacyjnego (Q) oraz cztery spośród pozostałych z najlepszym czasem (q).
Bieg 1
| Miejsce | Zawodniczka         | Czas  | Uwagi |
| ------- | ------------------- | ----- | ----- |
| 1       | Mihaela Pogăcean    | 12,84 | Q     |
| 2       | Heike Theele        | 12,84 | Q     |
| 3       | Laurence Elloy      | 12,87 | Q     |
| 4       | Natalija Hryhorjewa | 12,88 | Q     |
| 5       | Wendy Jeal          | 13,16 | q     |
| 6       | Patrizia Lombardo   | 13,51 |       |
| –       | Dorthe Wolfsberg    | DQ    |       |

Bieg 2
| Miejsce | Zawodniczka         | Czas  | Uwagi |
| ------- | ------------------- | ----- | ----- |
| 1       | Cornelia Oschkenat  | 12,56 | Q     |
| 2       | Ginka Zagorczewa    | 12,58 | Q     |
| 3       | Jelena Politika     | 12,95 | Q     |
| 4       | Xénia Siska         | 12,95 | Q     |
| 5       | Monique Éwanjé-Épée | 13,16 | q     |
| 6       | Rita Heggli         | 13,19 | q     |
| 7       | Claudia Zaczkiewicz | 13,26 |       |

Bieg 3
| Miejsce | Zawodniczka      | Czas  | Uwagi |
| ------- | ---------------- | ----- | ----- |
| 1       | Jordanka Donkowa | 12,66 | Q     |
| 2       | Kerstin Knabe    | 12,85 | Q     |
| 3       | Anne Piquereau   | 12,96 | Q     |
| 4       | Wiera Akimowa    | 13,05 | Q     |
| 5       | Marjan Olyslager | 13,14 | q     |
| 6       | Sally Gunnell    | 13,22 |       |
| 7       | Edith Oker       | 13,76 |       |

### Półfinały
Rozegrano dwa półfinały. Do finału awansowały po cztery najlepsze zawodniczki każdego biegu półfinałowego (Q).
Półfinał 1
| Miejsce | Zawodniczka      | Czas  | Uwagi |
| ------- | ---------------- | ----- | ----- |
| 1       | Laurence Elloy   | 12,80 | Q     |
| 2       | Heike Theele     | 12,82 | Q     |
| 3       | Mihaela Pogăcean | 12,84 | Q     |
| 4       | Ginka Zagorczewa | 12,86 | Q     |
| 5       | Wiera Akimowa    | 12,87 |       |
| 6       | Rita Heggli      | 13,13 | [ 3 ] |
| 7       | Jelena Politika  | 13,29 |       |
| –       | Marjan Olyslager | DNF   |       |

Półfinał 2
| Miejsce | Zawodniczka         | Czas  | Uwagi |
| ------- | ------------------- | ----- | ----- |
| 1       | Jordanka Donkowa    | 12,49 | Q     |
| 2       | Cornelia Oschkenat  | 12,52 | Q     |
| 3       | Natalija Hryhorjewa | 12,75 | Q     |
| 4       | Kerstin Knabe       | 12,84 | Q     |
| 5       | Xénia Siska         | 12,90 |       |
| 6       | Wendy Jeal          | 13,29 |       |
| 7       | Monique Éwanjé-Épée | 13,39 |       |
| –       | Anne Piquereau      | DQ    |       |

### Finał
| Miejsce | Zawodniczka         | Czas  | Uwagi |
| ------- | ------------------- | ----- | ----- |
| 1       | Jordanka Donkowa    | 12,38 | CR    |
| 2       | Cornelia Oschkenat  | 12,55 |       |
| 3       | Ginka Zagorczewa    | 12,70 |       |
| 4       | Heike Theele        | 12,82 |       |
| 4       | Kerstin Knabe       | 12,82 |       |
| 6       | Laurence Elloy      | 12,93 |       |
| 7       | Natalija Hryhorjewa | 12,96 |       |
| 8       | Mihaela Pogăcean    | 13,17 |       |